# Królowie Tracji

## Legendarni królowie Tracji
- Diomedes
- Teutras (król Teutranii/Myzji)
- Tereus
- Likurg
- Fineus
- Tegyrius
- Eumolpus
- Polimnestor
- Poltys
- Oeagrus
- Orfeusz
- Zalmoksis

## Królowie Odrysów
Dynastia odryska
- Teres I (ok. 480-445 p.n.e.)
- Sparadokos (na zachodzie ok. 445-435) [syn]
- Sitalkes (ok. 445-424) [brat]
- Seutes I (424-ok. 410) [syn Sparadokosa]
- Amadokos I (Medokos) („Górne królestwo” ok. 410-390) [syn?]
- Seutes II („Dolne królestwo” ok. 405-387) [syn Maisadesa, władcy z południowo-wschodniej Tracji]
- Hebryzelmis (ok. 387-384/83) [syn? Seutesa I]
- Kotys I (384/83-359) [syn? Seutesa II]
- Podział królestwa na trzy części 359
- Kersobleptes (na wschodzie 359-341; wasal macedoński od 347; usunięty) [syn]
- Berisades (na zachodzie 359-356) [syn? Seutesa I]
- Amadokos II (w centrum 359-347) [syn Amadokosa I]
- Ketriporis (na zachodzie 356-347; wasal macedoński; usunięty?) [syn Berisadesa]
- Monounios (na zachodzie z braćmi 356-?) [brat]
- Skokoskos I (Skostokos) (na zachodzie z braćmi 356-?) [brat]
- Teres II (w centrum 347-341; wasal macedoński; usunięty) [syn Amadokosa II]
- Panowanie macedońskie 341-330
- Seutes III (330-ok. 300) [syn? Kersobleptesa]
- Zależność od Macedonii 313-279
- Kotys II (ok. 300-280) [syn]
- Raizdos (ok. 280) [syn?]
- Kotys III (ok. 270) [syn]
- Reskuporis I [syn]
- Do sapejskich królów Tracji?

## Lokalni królowie traccy z różnych ziem
- Maisades (na południowym wschodzie ok. 420-410; usunięty)
- Saratokos (koło Thazos przed 400-po 390) [syn? Seutesa I]
- Bergajos (w południowo-zachodnim regionie po 400-przed 370)
- Adamas (ok. 380/70)
- Miltokytes (362-359)
- Spokes (koło Abdery ok. 360)
- Filemontas (ok. 340)
- Spartokos (w Kabyle (Propontyda) ok. 300-279/78)
- Epimenes (ok. 300)
- Adajos (w południowo-wschodniej Propontydzie 270/60-245/40)
- Skokoskos II (277/70)
- Skokoskos III (w regionie Ajnos po 250)

## Macedończycy i diadochowie w Tracji
- Aleksander (strategos Tracji 341-334)
- Memnon (334-327/26)
- Zopyrion (327/26-326/25)
- Lizymach (322-306; król Tracji 306-281; król Macedonii 286-281)
- Seleukos I Nikator (281; król państwa Seleucydów)
- Ptolemeusz Keraunos (król Macedonii i Tracji 281-279)
- Panowanie celtyckie w Tracji ok. 279-200
- Północna Tracja do Macedonii 276-246

## Celtyccykrólowie w Tylis
- Kommotorius (ok. 279-250 p.n.e.)
- Ariofarnes (ok. 250-217)
- Kawaros (ok. 217/12-200)

## Astejscy królowie Tracji
Dynastia astejsko-odryska
- Teres III [syn Seutesa III]
- Seutes IV [syn]
- Teres IV (ok. 255) [syn]
- Roigos [syn]
- Seutes V [syn?]
- Amadokos III (ok. 185) [syn?]
- Kotys IV (ok. 171-167) [syn Seutesa V]
- Teres V (ok. 148) [syn? Amadokosa III]
- Beithys (ok. 146) [syn Kotysa IV]
- Kotys V (ok. 100-87) [syn?]
- Sadalas I (ok. 87-79) [syn]
- Kotys VI (79/58-48) [syn]
- Sadalas II (48-42) [syn]
- Sadalas III (42-31) [syn]
- Kotys VII (31-18) [brat]
- Reskuporis II (18-11) [syn]
- Zjednoczenie Tracji pod rządami dynastii sapejskiej 11 p.n.e.

## Królowie Sapejów
- Skotoskes (ok. 275 p.n.e.)
- Orsoaltios (ok. 270)
- Kersibaulos (ok. 260)
- Dromichetes (ok. 255)
- Abrupolis (ok. 197-172)
- Autebes (ok. 170)
- Barsabes (ok. 150/148)

## Królowie Kenów
- Diegylis (władca Kenów w południowo-wschodniej Tracji ok. 150-141 p.n.e.)
- Byzes (ok. 148/146)
- Zibelmios (ok. 144/141) [syn Diegylisa]

## Sapejscy królowie Tracji
Dynastia sapejska
- Kotys I (ok. 55-48) [syn? Remetalkesa]
- Reskuporis I (ok. 48-42) [syn]
- Raskos (ok. 42) [brat]
- Kotys II (42-31) [syn Reskuporisa I]
- Gajusz Juliusz Remetalkes I (31 p.n.e.-12 n.e.; król całej Tracji od 11 p.n.e.) [syn]
- Gajusz Juliusz Kotys VIII (III) (na południu 12-18) [syn]
- Reskuporis III (II) (na północy 12-19; usunięty) [stryj]
- Remetalkes II (na północy 19-38) [syn]
- Gajusz Juliusz Remetalkes III (na południu 19-46; regencja 19-38) [syn Kotysa VIII]
- Gajusz Juliusz Polemon (na południu z braćmi 19-38; regencja 19-38; król Pontu 38-64, Bosporu 38-39; usunięty, zmarł 69?) [brat]
- Gajusz Juliusz Kotys IX (na południu z braćmi 19-38; regencja 19-38; król Małej Armenii 38-54 i Sofeny ?-54) [brat]
- Rzym podbija królestwo i tworzy prowincję Tracja 46